# Ignorant Art
Ignorant Art je prvi miksani album reperice Iggy Azalee koji je objavljen 27. rujna 2011. godine. Sredinom prosinca iste godine Azalea je objavila posebno izdanje albuma pod imenom Ignorant Acapellas. Album sadrži tri promotivne pjesme "Pu$$y", "My World" i "The Last Song". Spot za pjesmu "Pu$$y" snimljen je u rujnu 2011. kojeg je snimila na teritoriju ulične bande Rollin 60's Neighborhood Crips, a za pjesmu "My World" u studenom 2011. godine. Sljedeće godine u siječnju je objavila spot za pjesmu "The Last Song". Gosti na albumu su Joe Moses, YG i Problem.

## Popis pjesama
| Br. | Skladba                         | Trajanje |
| --- | ------------------------------- | -------- |
| 1.  | »Dirt In Your P***y Ass Bitch«  | 1:07     |
| 2.  | »Hello« (featuring Joe Moses)   | 3:49     |
| 3.  | »My World«                      | 3:19     |
| 4.  | »Pu$$y«                         | 2:43     |
| 5.  | »You« (featuring YG)            | 2:51     |
| 6.  | »Backseat«                      | 3:00     |
| 7.  | »Treasure Island«               | 3:18     |
| 8.  | »Drop That« (featuring Problem) | 3:09     |
| 9.  | »The Last Song«                 | 3:17     |

## Nadnevci objavljivanja
| Država                     | Nadnevak        | Format             | Izvor |
| -------------------------- | --------------- | ------------------ | ----- |
| Sjedinjene Američke Države | 27. rujna 2011. | digitalni download | [ 5 ] |

## Vanjske poveznice
- Ignorant Art na Discogsu